# St. Mariä Himmelfahrt (Alstätte)

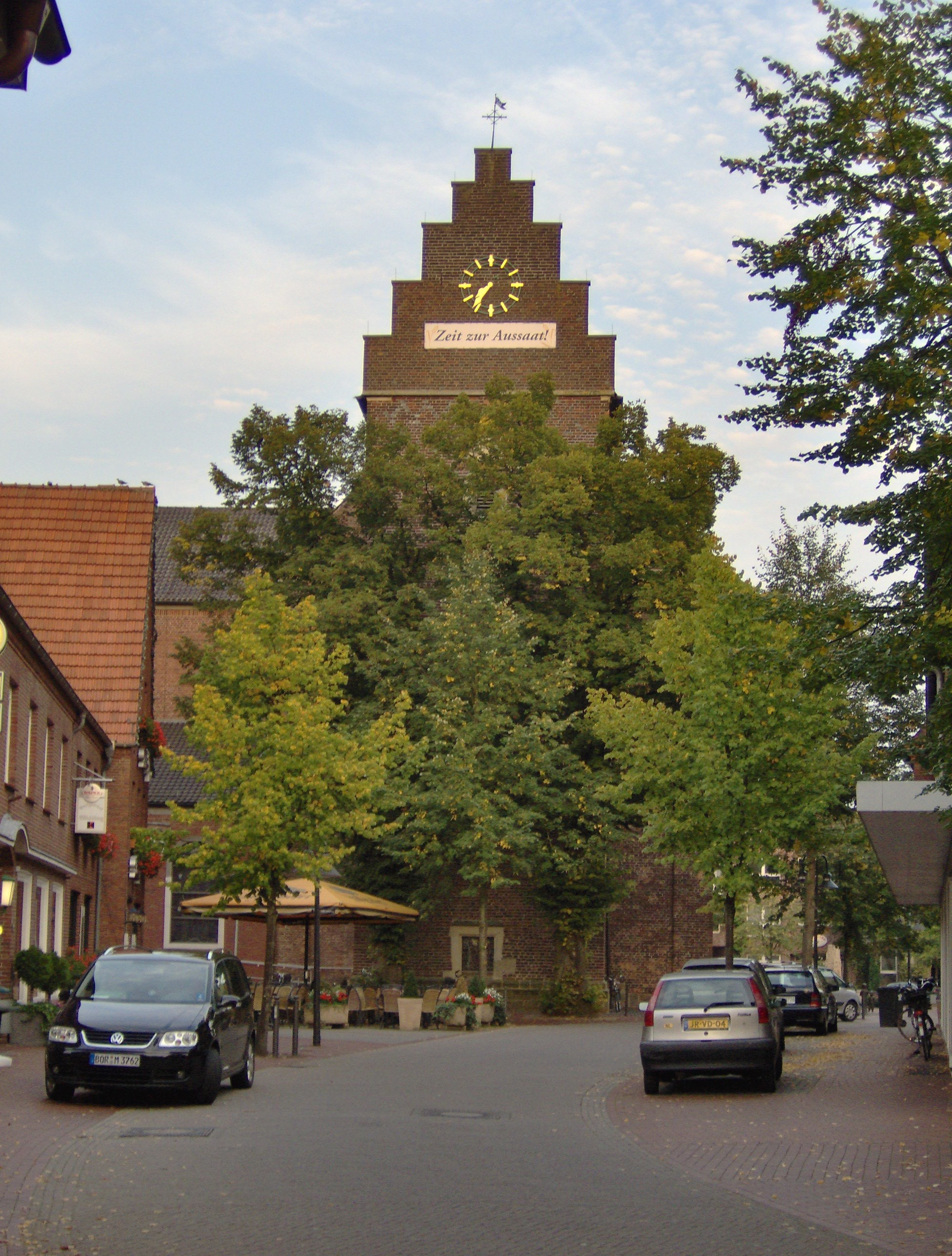
St. Mariä Himmelfahrt

Die katholische Pfarrkirche St. Mariä Himmelfahrt ist ein denkmalgeschütztes Kirchengebäude in Alstätte, einem Ortsteil der Gemeinde Ahaus im Kreis Borken (Nordrhein-Westfalen). Kirche und Gemeinde gehören zum Dekanat Ahaus im Bistum Münster.

## Geschichte und Architektur
Die Pfarrei wurde erstmals 1297 urkundlich erwähnt.
Der Westturm stammt von der zweiten Hälfte des 15. Jahrhunderts. Der Treppengiebel wurde erneuert. Das Kirchengebäude ist ein mehrfach überformter, vierjochiger Wandpfeilersaal aus Backstein mit zweijochigem, eingezogenem und flachgeschlossenem Chor. Es wurde von 1789 bis 1792 errichtet, vermutlich nach Plänen von Johann Engelbert Boner (1735–1815). Die Alstätter Kirche ist ein frühes Beispiel für den Klassizismus im Kirchenbau im Bistum Münster.
1936/1937 wurde der Bau nach Norden erweitert. Nach starken Beschädigungen im Zweiten Weltkrieg wurde der Bau verändert wieder aufgebaut. Umfassend renoviert wurde das Gebäude 2004.

## Ausstattung
- Ikonografisch bemerkenswerte Darstellung des hl. Hieronymus
- Vom Anfang des 18. Jahrhunderts überlebensgroße Sandsteinfiguren der vier Kirchenväter, diese sind Johann Mauritz Gröninger zugeschrieben.
- barockes Vesperbild

## Orgel

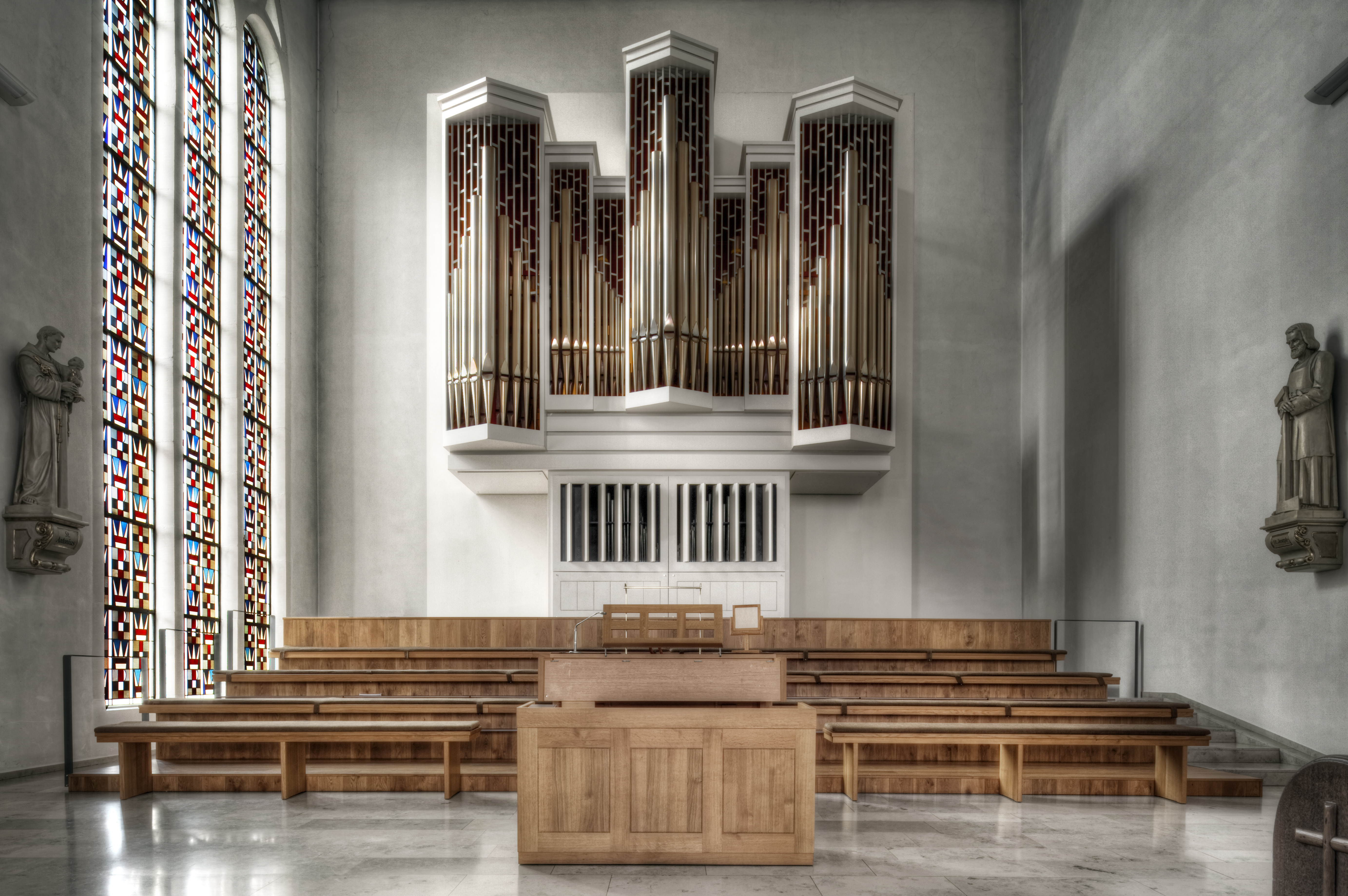
Die Orgel

Die zweimanualige Orgel mit Pedal besitzt 27 Register, wurde 1972 durch die Firma Kleuker erbaut und 2006 von der Firma Fleiter erweitert. Die Disposition ist wie folgt:
| I Hauptwerk |             |       |
| 1.          | Bourdon     | 16′   |
| 2.          | Prinzipal   | 8′    |
| 3.          | Rohrflöte   | 8′    |
| 4.          | Oktave      | 4′    |
| 5.          | Spitzflöte  | 4′    |
| 6.          | Oktave      | 2′    |
| 7.          | Cornett III | 2 ⁄3′ |
| 8.          | Mixtur IV   | 1 ⁄3′ |
| 9.          | Trompete    | 8′    |
|             | Tremulant   |       |

| II Schwellwerk |                |       |
| 10.            | Gedackt        | 8′    |
| 11.            | Spitzgambe     | 8′    |
| 12.            | Prinzipal      | 4′    |
| 13.            | Koppelflöte    | 4′    |
| 14.            | Sesquialter II |       |
| 15.            | Waldflöte      | 2′    |
| 16.            | Quinte         | 1 ⁄3′ |
| 17.            | Scharff IV     | 1′    |
| 18.            | Dulzian        | 16′   |
| 19.            | Hautbois       | 8′    |
|                | Tremulant      |       |

| Pedal |                 |       |
| 20.   | Prinzipalbass   | 16′   |
| 21.   | Subbass         | 16′   |
| 22.   | Prinzipalbass   | 8′    |
| 23.   | Gedackbass      | 8′    |
| 24.   | Choralbass      | 4′    |
| 25.   | Rauschpfeife IV | 2 ⁄3′ |
| 26.   | Posaune         | 16′   |
| 27.   | Trompete        | 8′    |

- Koppeln: II/I, I/P, II/P
- Spielhilfen: Setzeranlage

## Besonderes
In Alstätte hat es anlässlich von Prozessionen eine besondere Form der Ausschmückung gegeben. Es wurden Blumengebinde auf Stäben von Schuljungen in der Prozession mitgeführt. Dieses ist an einigen wenigen anderen Orten des Münsterlandes heute noch üblich und wird in den betreffenden Orten als Torstentragen bezeichnet.